# Riera de Montnegre
La Riera de Montnegre és un afluent de la Tordera. Neix als relleus del turó d'en Vives, al terme municipi d'Olzinelles (Vallès Oriental) i desguassa a la Tordera enfront de Gualba de Baix. Per la vall boscosa de la riera de Montnegre hi passa el sender de gran recorregut GR 5.